# NGC 520
NGC 520 é uma galáxia irregular localizada a cerca de cem milhões de anos-luz (aproximadamente 30,65 megaparsecs) de distância na direção da constelação de Peixes. Possui uma magnitude aparente de 11,3, uma declinação de +03º 47' 42" e uma ascensão reta de 01 horas, 24 minutos e 34,3 segundos.
Acredita-se que a estranha forma adquirida por esta galáxia seja o resultado de uma colisão ocorrida entre duas galáxias espirais há cerca de trezentos milhões de anos.